# モンバジャック
モンバジャック(Monbazillac、ガスコーニュ語:Mont Basalhac)は、フランス・ヌーヴェル＝アキテーヌ地域圏ドルドーニュ県のコミューン。

## 地理
ドルドーニュ川の渓谷を見下ろす丘の上にあり、ベルジュラックの南10kmほどにある。16世紀に建てられたモンバジャック城は現在歴史的建築物となっている。

## 人口統計
| 1962年 | 1968年 | 1975年 | 1982年 | 1990年 | 1999年 | 2006年 |
| ------ | ------ | ------ | ------ | ------ | ------ | ------ |
| 907    | 846    | 789    | 831    | 902    | 899    | 958    |

参照元:INSEE